# Freistädter Frischling
Der Freistädter Frischling ist der Preis eines Kabarett- und Kleinkunst-Wettbewerbes, der seit 1995 jährlich in der oberösterreichischen Stadtgemeinde Freistadt veranstaltet bzw. verliehen wird.

## Der Preis
Der Freistädter Frischling wird seit 1995 vom Kulturverein Local-Bühne Freistadt veranstaltet und wurde mit dem Ziel gegründet, Nachwuchskünstlern mehr Aufmerksamkeit und Raum zu geben. Dabei haben jedes Jahr vier Kabarettisten oder Kabarettgruppen die Möglichkeit, eine Stunde aus ihrem ersten oder zweiten Bühnenprogramm zu präsentieren. Die Künstler stellen sich an zwei Abenden dem Publikum und der Jury. Der Preisträger des Jurypreises erhält einen Auftritt in der Arbeiterkammer Linz, organisiert und gesponsert von der AK-Kultur Oberösterreich. Die Preisverleihung findet im Anschluss an die zwei Auftritte im Kino Freistadt neben dem Salzhof statt.

## Preisträger
- 1995: Gunkl und Otto Lechner (beide Publikumspreis)
- 1996: Mathias Brandstätter (Bayern, Jurypreis); Ludwig W. Müller (Publikumspreis)
- 1997: Schöller & Bacher (Rudi und Karli Schöllerbacher) (Jurypreis); Steffi Paschke (Publikumspreis)
- 1998: Kabud (Jury- und Publikumspreis)
- 1999: Robert & Sebastian (Deutschland); Hubert Wolf (Publikumspreis)
- 2000: Das A & O (Astrid Walenta und  Michaela Obertscheider, Jurypreis); Christian Springer (Publikumspreis)
- 2001: Patrik Lumma (Nürnberg, Jurypreis); Luise Kinseher (Publikumspreis)
- 2002: Christoph Krall (Tirol, Jurypreis); Robert Mohor (Wien, Publikumspreis)
- 2003: Florian Adamski (Jury- und Publikumspreis)
- 2004: Fredi Jirkal (Jury- und Publikumspreis)
- 2005: Andrea Witschi (Jury- und Publikumspreis)
- 2006: Clemens Maria Schreiner (Jurypreis); Michael Schuller (Steiermark, Publikumspreis)
- 2007: Elke Maria Riedmann (Jury- und Publikumspreis)
- 2008: Nathalie Mackert (Jurypreis); Die 3 Friseure (Publikumspreis)
- 2009: Zieher & Leeb (Jurypreis); Paul Kosteletzky (Publikumspreis)
- 2010: Thomas Lötscher (Jury- und Publikumspreis); Susanne Pöchacker (Publikumspreis)
- 2011: RaDeschnig (Jurypreis); Jundula Deubel und Manuel Wolff (Publikumspreis)
- 2012: Paul Pizzera (Jury- und Publikumspreis)
- 2013: Olivier Sanrey (Jury- und Publikumspreis)
- 2014: Stefan Waghubinger (Jury- und Publikumspreis)
- 2015: Thomas Malirsch (Jury- und Publikumspreis)
- 2016: Martin Frank (Jury- und Publikumspreis)
- 2017: Lisa Eckhart (Jury- und Publikumspreis)
- 2018: Elli Bauer (Jury- und Publikumspreis)
- 2019: Christine Teichmann (Jurypreis); Benedikt Mitmannsgruber (Publikumspreis)[3]
- 2020: Marecek Musner (Jurypreis); Isabel Meili (Publikumspreis)[4]
- 2022: Josef Jöchl (Jurypreis), Niko Nagl (Publikumspreis)[5]
- 2023: Chrissi Buchmasser (Jury- und Publikumspreis)[6]
- 2024: Peter Panierer (Jurypreis), Evelin Pichler (Publikumspreis)[7]